# Longering

Longering, ur Earl of Pembrok Militäry Equitation, 1793.

Longera (franska longe, lina) innebär att låta en häst löpa i lina. Man använder longering dels vid hästens sadeltämjning och grundläggande utbildning, dels för att gymnastisera hästar som av en eller annan anledning inte bör ridas, dels vid ryttarens utbildning i så kallad balansridning och voltige. Longering kan användas för att lösgöra hästen före ridpasset och för att förbättra hästens form och muskelsättning. 
Hästens löpande i lina måste ske på ett riktigt sätt med kunskap och omtanke så att hästens ben och ledgångar inte tar skada. 